# Paraíso Tropical (escola de samba)
GRES Paraiso Tropical é uma Escola de samba, fundada em 05 de setembro de 2007 inicialmente sob o nome de ES União de Penafirme da Mata em Penafirme da Mata, na freguesia de Olhalvo,no concelho de Alenquer (Portugal).
Foi 15ª colocada em 2019, e 19ª em 2020 no Troféu Nacional de Samba-enredo.